# Désensibilisation (télécommunications)
 (mai 2018).
Si vous disposez d'ouvrages ou d'articles de référence ou si vous connaissez des sites web de qualité traitant du thème abordé ici, merci de compléter l'article en donnant les références utiles à sa vérifiabilité et en les liant à la section « Notes et références ».
En télécommunications, la désensibilisation est le phénomène observé lorsqu'une forme d'interférence électromagnétique empêche un récepteur radio de recevoir un faible signal radio qu'elle pourrait autrement être en mesure de recevoir. 
Ceci est généralement causé par un émetteur voisin produisant un signal fort sur une fréquence proche, ce qui brouille le récepteur et le rend incapable de recevoir intégralement le signal.
Un fonctionnement typique de récepteur est tel que le Signal Minimum Détectable (SDM) est déterminé par la somme du bruit thermique de ses composants électroniques.  
Lorsqu'un signal est reçu, d'autres signaux parasites sont produits dans le récepteur, car son fonctionnement n'est pas entièrement linéaire. Lorsque ces signaux parasites ont un niveau de puissance moindre que celui du bruit thermique, le récepteur fonctionne normalement. À l'inverse, lorsque ces signaux parasites ont un niveau de puissance plus élevé que le seuil du bruit thermique, le récepteur est désensibilisé. Ceci est dû à une augmentation du SDM causée par ces signaux parasites. 
Lorsqu'un signal d'interférence est présent, il peut contribuer à augmenter le niveau de puissance des signaux parasites. Plus l'interférence possède une puissance élevée, plus elle génère de forts signaux parasites. Le signal interférent peut être émis à une fréquence différente de celle du signal observé, mais les signaux parasites ainsi causés peuvent malgré tout se manifester à la même fréquence.
Prenons le cas d'un répéteur de signal, une station composée d'un émetteur et d'un récepteur fonctionnant en même temps, mais sur des fréquences distinctes, et, dans certains cas, avec des antennes séparées. Un SMD élevé peut être observé dans ce cas. 
Il est possible de résoudre ce problème en ajoutant un duplexeur au système. Cette situation est fréquemment rencontrée en Radio Mobile Terrestre, dans des services tels que la police, les pompiers ainsi que certains services amateurs et commerciaux.